# Praça Oshiro Takemori

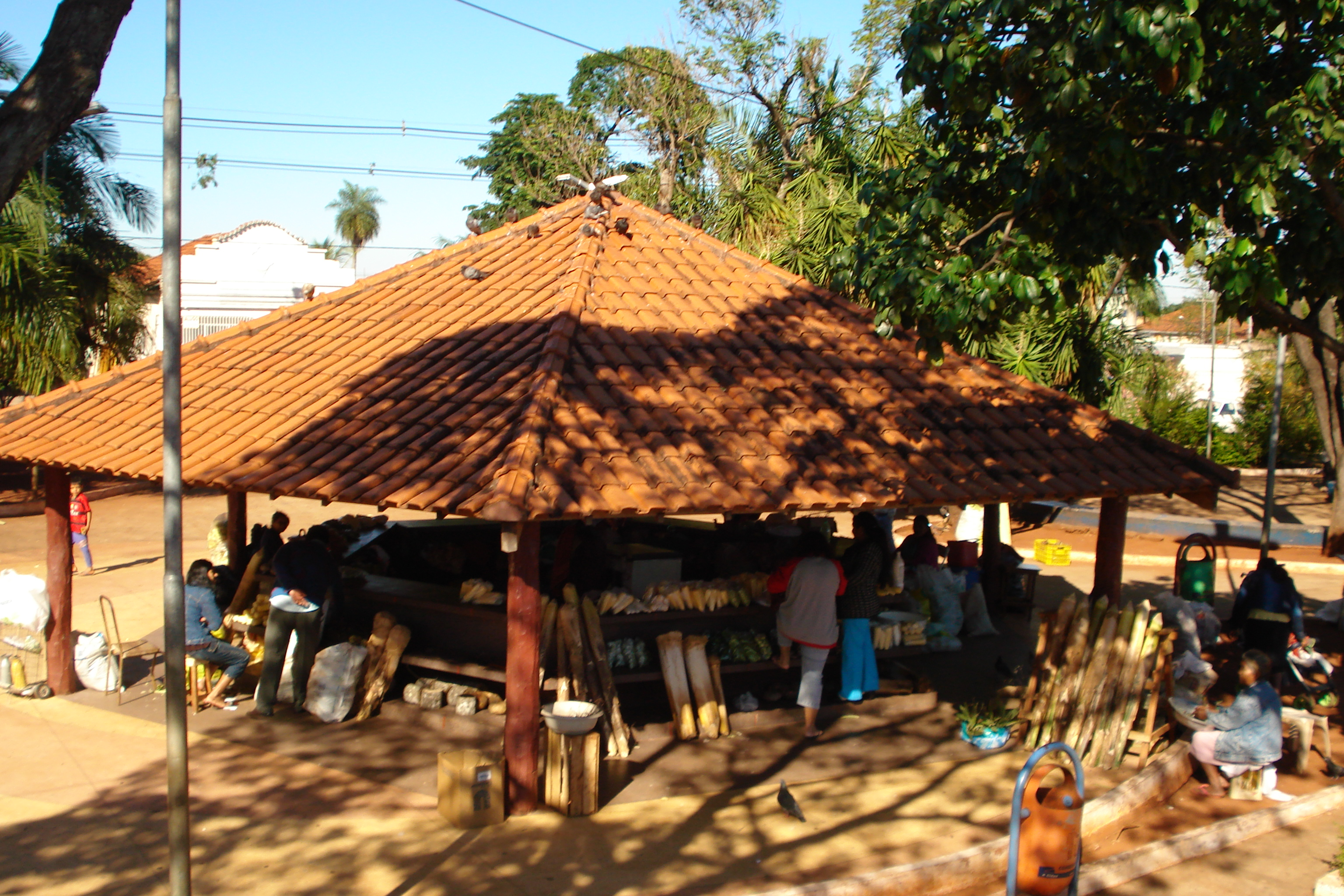
Feira Indígena

A Praça Oshiro Takemori fica situada na região central da cidade de Campo Grande, Mato Grosso do Sul, no Brasil. Na praça funciona uma feira indígena, que acontece todos os dias da semana e comercializa produtos (raízes a artesanatos) criados ou cultivados nas aldeias dos índios terenas. É na feira que esses índios tiram seu próprio sustento através de seus produtos.
- Auditório: capacidade para 500 pessoas.